# Medieval rock
Il medieval rock (o medieval folk rock) è un genere musicale che combina la musica rock (in particolare folk rock, gothic rock) con heavy metal, hard rock  e temi tipici della musica medievale e più in generale della musica antica, sviluppatosi particolarmente in Germania (dove il genere, molto conosciuto, viene chiamato Mittelalter-Rock) e in Inghilterra negli anni settanta e affermatosi poi negli anni novanta.
In particolare ci si riferisce con il termine medieval metal a quel tipo di medieval rock più orientato verso l'hard rock e l'heavy metal.

## Caratteristiche
Le canzoni medieval rock possono essere sia riproduzioni di musica antica ancora esistenti, riarrangiate però con una strumentazione rock, sia musiche originali che incorporano elementi compositivi della musica antica, come i modi musicali. Spesso inoltre l'influenza medievale si vede nei testi delle canzoni, nei vestiti, e nelle esibizioni.
Gli strumenti usati sono quelli tipici del rock, quindi chitarra elettrica, basso, batteria, e sintetizzatore, combinati con vari strumenti tradizionali e/o ispirati al Medioevo, come la cornamusa, la ciaramella, la tromba marina, la ghironda, l'arpa, il liuto, e la chiarina.
Spesso i gruppi medieval rock hanno iniziato la propria carriera suonando musica folk irlandese e celtica, spostandosi poi verso sonorità più vicine al rock man mano che la loro popolarità aumentava.

## Storia e gruppi famosi

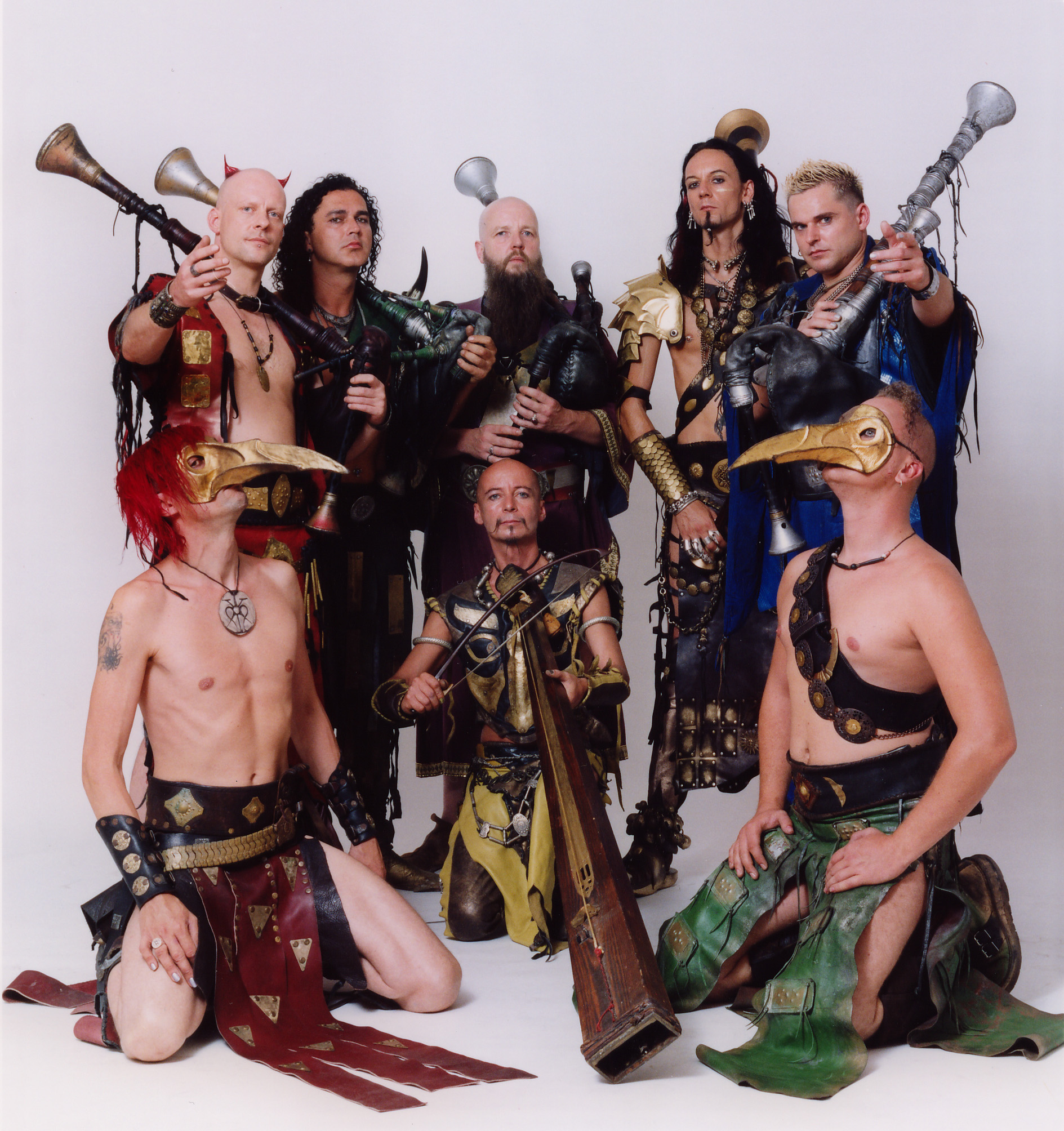
I Corvus Corax

Tra gli ispiratori del genere si possono annoverare gli Ougenweide, gruppo rock progressivo tedesco attivo negli anni settanta, prima band in Germania a sperimentare le sonorità medievali.
Successivamente, dopo che i Subway to Sally divennero famosi con il loro stile non convenzionale di folk metal, varie band seguirono la loro scia: la più famosa è probabilmente quella degli In Extremo, tuttora in attività, che fonde al suono delle chitarre elettriche quello di cornamuse, arpe, e altri strumenti medievali, utilizzando inoltre spesso testi d'epoca.
Sempre tra i gruppi tedeschi, importanti sono i Corvus Corax (nati nel 1989) e il loro progetto parallelo Tanzwut, che combinano musica medievale e musica elettronica, portando il genere al successo negli anni novanta; abbastanza simile è lo stile dei Qntal, che però non fanno uso di chitarre elettriche, ma solo di elettronica.
In Inghilterra la corrente medievale si è evoluta principalmente con i gruppi Gryphon e Jethro Tull (quest'ultimo molto in modo meno esplicito).
I Blackmore's Night dal 1997 producono musica rinascimentale, sia con una strumentazione d'epoca, sia con l'apporto di chitarre elettriche e tastiere.
Altre band ascrivibili al genere medieval rock / medieval metal sono inoltre i Letzte Instanz (con il primo album Brachialromantik), i Morgenstern, e gli Schattentantz.
In Italia i principali portavoce di questo genere musicale sono i bergamaschi Folkstone (però più orientati, specialmente negli ultimi album, al Folk metal) e i sacilesi Elvenking.